# Стехіометрична ємність розчинника
Стехіометрична ємність розчинника (англ. stoichiometric capacity) — теоретично максимальна, визначена за стехіометрією, ємність розчинника, який містить у собі дану концентрацію екстрагенту відносно розчиненої речовини (солюту) при певних умовах. У багатьох випадках синонім до терміна гранична ємність розчинника.